# Austromitra maculosa
Austromitra maculosa is een slakkensoort uit de familie van de Costellariidae. De wetenschappelijke naam van de soort is voor het eerst geldig gepubliceerd in 1998 door Turner & Simone.